# 軸流式圧縮機

軸流式圧縮機のアニメーション。静止している部分は静翼

軸流式圧縮機（じくりゅうしきあっしゅくき、英語: Axial compressor）とは、流体機械である圧縮機の一種で、ターボ圧縮機に分類される。回転翼の前後に生じる圧力差を利用し、気体を連続的に圧縮する装置。軸流コンプレッサ（ー）とも呼ばれる。

## 特徴
同目的の遠心式圧縮機に比べ、小径の割に大きな流量を扱え、高圧縮率かつ高効率が期待できるが、構造の複雑化に伴って部品点数が増大し、必然的に高価になる。航空用ガスタービン（ジェットエンジン）の他に、高速船や発電機等のガスタービンエンジンを始め、気流分離装置、集塵機、真空ポンプ、風洞、プロパン（天然ガス）酸化脱水素装置、パイプライン圧送装置等の産業用途にも多用されている。

## 構造
二重円筒の外側（ケーシング）が静止、内側（軸）が回転する。ケーシングの内周と、軸から膨らんだ円盤状の部分（ディスク）の外周には、軸方向に互い違いに翼列が埋め込まれる（図参照）。ディスクに埋め込まれて回転する側の翼の一枚一枚を動翼（ローターブレード rotor blade）、ケーシングに埋め込まれて動かない方を静翼（ステーターベーン stator vane）と呼ぶ。また翼列1列ないし全てをまとめて、それぞれローター、ステーターとも呼ぶこともある。
圧縮機の形式によって、最初の列がローターであるものとステーターであるものとが存在する。たとえば、初期のジェットエンジンは最初の列がステーターであったが、現代のターボファンエンジンは（通常圧縮機とは区別されるものの）ローターであるファンが最前面に置かれている。
動翼と静翼の1列ずつを、まとめて段（ステージ）と呼ぶ。圧縮機に流入した気体は、各段を通過するに従い断熱圧縮されていく。流れはローターで若干偏向し旋回するが、ステーターはこれを整流する働きも担う。ひとつの段で得られる圧縮比は遠心式圧縮機に比べると小さく、現実の圧縮機は複数の段を連ねて構成される。軸流式圧縮機の直後に遠心式圧縮機を組み合わせた形式も存在する。圧縮機は形式と段数を組み合わせて、「軸流6段」であるとか「軸流3段・遠心1段」などと表記されることがある。
ジェットエンジンの動翼は熱膨張を考慮し、ある程度の機械的な遊びを許容するほぞ組みのような填め込み方で、一枚ずつディスクに取り付けられていることが多いが、設計法の進歩でディスクと一体成型されたブリスク (blisk, blade + disk) という形式のものも存在する。静翼はケーシングに固定されていることもあるが、流れに対する迎え角をある程度調節できるような可変静翼システム (VSV, variable stator vane) を備えたものもある。
材料としては、耐熱性・耐久性と軽量化を同時に求められるジェットエンジンの場合、ブレードにはチタニウム合金やステンレス鋼などが、ディスクにはチタニウム合金などが、軸には高張力鋼などが用いられる。装置の破壊に繋がりかねない翼のフラッターや熱振動（排気脈動）を避け、出力を安定させるため、各翼は通常装置全体が特定の周波数で共鳴しないように、固有共振周波数を選別し忌避すべき帯域内に群として公倍数を持たないよう設計され組み合わされる。

## 軸流式ターボジェットエンジンの開発

軸流式ターボジェットエンジンの構造

初期の軸流式圧縮機は低効率で、1920年代前半迄の通説はターボジェットエンジンへの適用に懐疑的だったが、1926年に英空軍省技官アラン・アーノルド・グリフィスが従来使われていた平板な羽子板状の翼では流れが剥離し、失速してしまっていることを明らかにし、航空機同様の翼型を用いた軸流式ターボジェットエンジン理論を構築した。
第二次世界大戦勃発に伴い、航空機を格段に高速化するターボジェットエンジンの開発は各国で焦眉の急になった。基礎研究が進んでいた英では、1937年頃から蒸気タービンに経験を持つメトロポリタン・ヴィッカースが積極的に取り組んだが難航し、グリフィスの部下フランク・ホイットルは大径で前面投影面積が広く、高出力化に伴い重量も肥大化する構造的弱点を承知の上で、簡素な遠心式ターボジェットエンジンが早期の戦力化に適すると主張し、理想主義を掲げる上官のグリフィスと鋭く対立して袂を分かった。
ホイットルのチームは公言通り遠心式ターボジェットエンジンをいち早く実用化するが、独では同時期にハンス・フォン・オハインが並行して開発を手掛けていたのみならず、更に複雑な軸流式ターボジェットの将来性に確信を抱いていたドイツ航空省技官ヘルムート・シェルプらの後押しで BMW 、ユンカースが困難な技術的課題に挑んだ結果、後退翼を持つ革命的なジェット戦闘機 Me 262 等を世界に先駆けて実戦投入した。圧倒的優速の Me 262 は連合国側に多大な脅威を与えたが劣勢を挽回するには至らず、降伏と共に独の技術者はペーパークリップ作戦等によって米ソが自国に招聘し、青天井の予算を積んで研究開発を続行させた。
東西冷戦は軍用ジェット機開発競争を激化させたが、1940年代末になると遠心式ターボジェットエンジンは上記の機械的限界が顕在化して性能向上の余地が無くなり、1950年代初頭以降は大半が軸流式ターボジェットエンジンで占められるようになった。遠心圧縮式は軸流圧縮式に比べ、小型化に適しており、運転領域が広いため、マイクロガスタービンやホンダジェットの高圧圧縮機に採用されたり、ヘリコプター用のターボシャフトエンジンには、遠心式や軸流式+遠心式の圧縮機が用いられている。

## ジェットエンジン用軸流式圧縮機の特徴

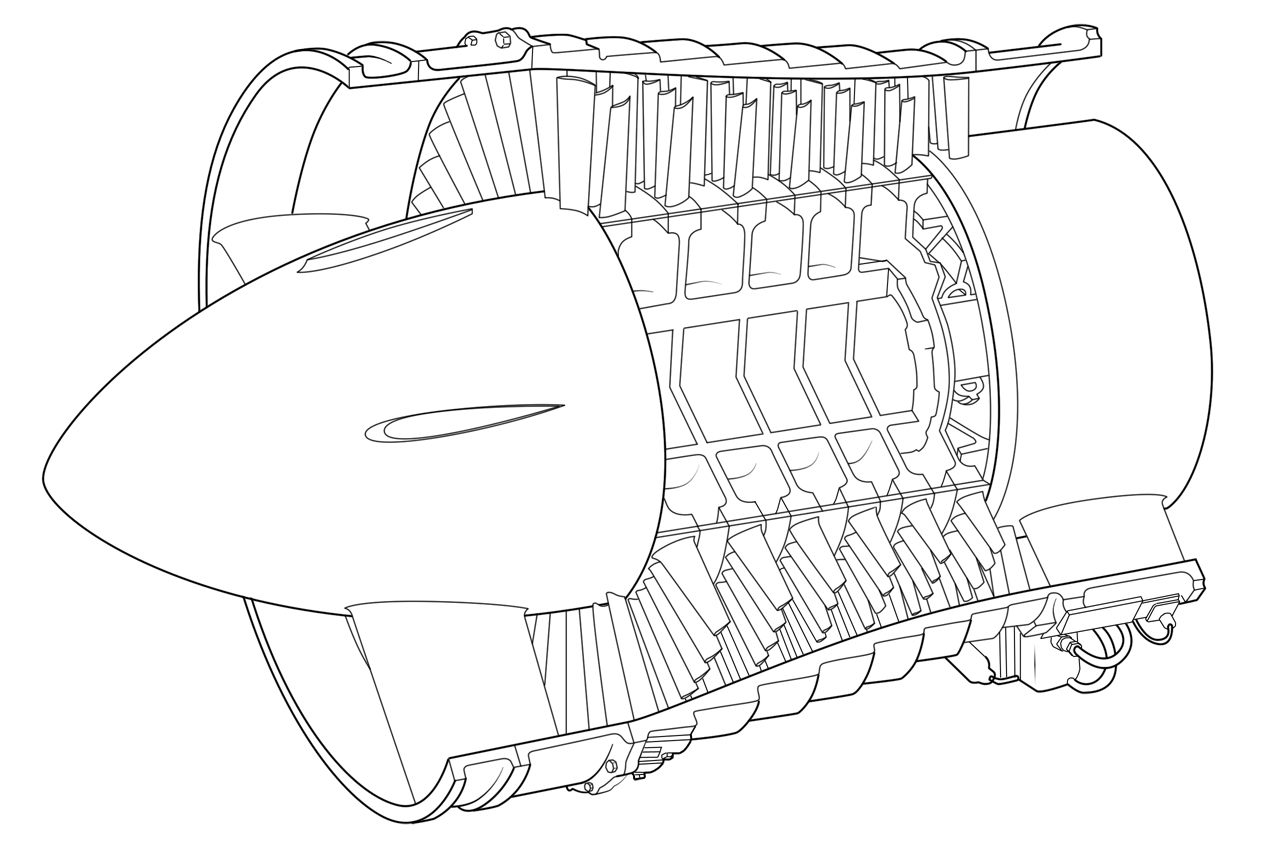
ロールス・ロイス オリンパス BOl.1の低圧部

航空機用ジェットエンジンは、高温かつ高大気圧で流速ゼロの条件下で始動し、低温低大気圧で高流速の高空まで、様々な高度と速度に適応する事が求められる。このため単に燃料流量を増減するだけでなく、空気取入・排出面積を可変にしたり、途中の段から圧縮空気を一部抽気（ブリード）したり、可変静翼を調整するなどして、サージングと呼ばれる失速現象（コンプレッサ・ストール）を避けつつ、燃焼をコントロールして熱効率の向上をはかる。
高出力を得る為には圧縮機を高回転させるのが早道だが、全体を同じ大きな回転数で動かすと、回転半径（翼幅）の大きな初段付近のローターにおいて、翼端の対気速度が音速に近づくことによる効率の低下をもたらすなどの悪影響が生じる。逆に、回転数が小さいと後段において十分な圧縮が得られないといった問題がある。
初期のジェットエンジンは圧縮機とタービンを単一の軸でつないだだけの1軸 (single spool) 式であったが、GE J79 を最後に、低圧部と高圧部がそれぞれ別々に回転する2軸 (twin spool) 式が主流になった（低圧部用の軸は高圧部用の軸の内部を通される）。ここから、低圧部を巨大化して噴流の多くを大気中に放出するターボファンエンジンへと発展して、航空機の燃費と騒音は格段に改善された。
更にロールス・ロイスはRB211で3軸 (triple spool) 式の実用化に成功し、可変静翼を撤廃している。より一層の性能向上を意図して、ひとつの軸の回転方向を他の軸と逆向きにしたものも存在する（GEnx, トレント 900, 1000）。